# Fokker D.XIV

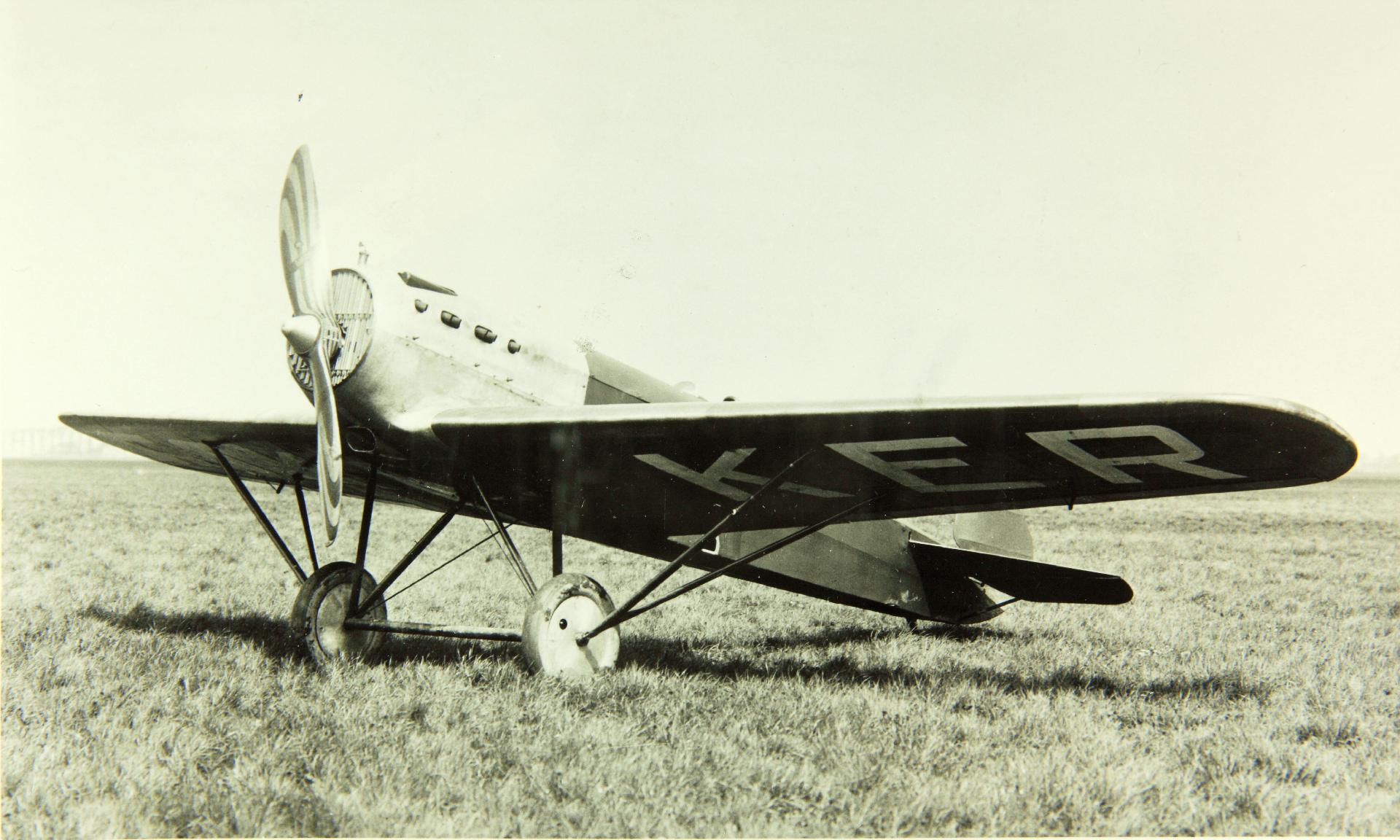
Fokker D.XIV

De Fokker D.XIV was een experimenteel laagdekker jachtvliegtuig met vrijdragende vleugels uit 1925. Het toestel was uitgerust met een Hispano Suiza zuigermotor van 650 pk. Tijdens de eerste testvluchten bleek het toestel goede prestaties te hebben. Helaas kende het prototype ook ernstige stabiliteitsproblemen, waardoor het ten gevolge van hevige trillingen in de vleugel verloren ging. Hierbij kwam de piloot, Hermann Hess, om het leven, waarna de verdere ontwikkeling van het vliegtuig werd gestaakt.

## Specificaties
- Type: Fokker D.XIV
- Fabriek: Fokker
- Rol: Gevechtsvliegtuig
- Bemanning: 1
- Lengte: 7,90 m
- Spanwijdte: 10,76 m
- Hoogte: 3,25 m
- Leeggewicht: 950 kg
- Maximum gewicht: 1350 kg
- Motor: 1 × Hispano-Suiza 12Hb watergekoelde V-12, 440 kW (590 pk)
- Propeller: tweeblads
- Eerste vlucht: 28 maart 1925
- Aantal gebouwd: 1

Prestaties
- Maximumsnelheid: 274 km/u
- Klimsnelheid: 7,1 m/s

Bewapening
- Boordgeschut: 2 × voorwaarts gericht 7,9 mm machinegeweer